# Nils Althaus
Nils Althaus (* 10. Mai 1981 in Bern) ist ein Schweizer Liedermacher, Comedian und Schauspieler.

## Leben
Althaus wuchs in Bern und Gümligen auf. Mit sechs Jahren begann er Cello zu spielen. Während seines Biochemie-Studiums in Zürich schrieb er Lieder und begleitete sich dazu auf der Gitarre. Daraufhin trat er als Chansonnier in Bern und St. Gallen auf und spielte in Werbefilmen mit. Er veröffentlichte 2007 sein erstes Musikalbum Fuessnote mit sechzehn Chansons, die allesamt live eingespielt wurden.
Im umstrittenen Kinofilm Breakout (2007, thematisiert Jugendprobleme wie Gewalt, Sex und Drogen) des Regisseurs Mike Eschmann spielte er die Hauptrolle. Dafür wurde er von Swiss Films zum Shooting Star 2007 ernannt und auf der Berlinale einem grösseren Publikum vorgestellt.
Althaus spielte einen Hip-Hopper in Breakout, einen Taxifahrer in Happy New Year, einen Stallburschen in Räuberinnen (2009) und einen Bankräuber in Im Sog der Nacht (2009). Er wurde für seine schauspielerischen Leistungen in Breakout und Happy New Year jeweils für den Schweizer Filmpreis Quartz nominiert.
Im März 2009 nahm Althaus mit Ändlech sein zweites Programm als Liedermacher auf.
2012 spielte er im Film Eine wen iig, dr Dällebach Kari das Berner Stadtoriginal Dällebach Kari. 2015 übernahm er eine Rolle im Spielfilm Dog Men.
Seit Sommer 2013 ist er neben seinem PH-Studium am Gymnasium Burgdorf als Lehrer tätig.

## Filmografie
- 2007: Breakout
- 2007: Der Boden unter den Füssen (Diplomkurzfilm)
- 2007: Vandalen (Diplomkurzfilm)
- 2008: Jimmie
- 2008: Happy New Year
- 2009: Räuberinnen
- 2009: Im Sog der Nacht
- 2009: Tannöd
- 2010: Halbschlaf
- 2010: Mary & Johnny
- 2012: Eine wen iig, dr Dällebach Kari
- 2015: Dog Men[6]
- 2014: Pause

## Diskografie
- 2007: Fuessnote (Musikalbum)
- 2009: Ändlech (Musikalbum)
- 2017: Aussetzer (Musikalbum)